# Jim Ed Brown
Pour les articles homonymes, voir Brown.
Cet article possède des paronymes, voir James E. Brown et Jim Brown.
James Edward Brown, plus connu sous son nom de scène Jim Ed Brown, né le 1er avril 1934 à Sparkman en Arkansas et mort le 11 juin 2015 à Franklin dans le Tennessee, est un chanteur américain de country. Il connaît la célébrité dans les années 1950 en tant que membre du trio The Browns, avec ses deux sœurs. Au terme d'une carrière solo entre 1965 et 1974, il est un invité régulier de l'émission radiophonique Country Music Greats Radio Show de Nashville.

## Biographie

### Jeunesse
Natif de Sparkman en Arkansas, sa jeunesse se passe dans une ferme sans électricité ni eau courante. Chaque samedi, sa famille a pour habitude d'écouter l'émission de radio hebdomadaire du Grand Ole Opry. En 1952, il est invité par sa sœur, Maxine, à participer à une compétition musicale à la KLRA radio de Little Rock.

### The Browns (1954-1967)
Bien qu'il ne remporte aucun prix, James est approché pour intégrer l'émission de radio Barnyard Frolic show. En 1954, il est rejoint par Maxine. Le duo se lance dans la chanson en signant pour le label Abbott Records et enregistre un titre de leur composition, Looking Back to See, chanson humoristique qui devient leur premier tube à parader dans le Top 10 des hits de country durant tout l'été 1954et qui les fait connaître au niveau national par sa diffusion sur le show de Ernest Tubb. Leur duo The Browns devient un trio avec l'arrivée en 1955 de leur jeune sœur Bonnie, âgée de 18 ans. Leur formation fraternelle signe de nouveaux titres Here Today and Gone Tomorrow, Just As Long As You Love Me, puis I Take the Chance et I Heard the Bluebirds Sing, à la suite de la signature d'un nouveau contrat chez RCA Victor.
Après avoir servi dans l'US Army et repris une affaire de son père, Jim décide de reprendre le chemin des studios, suivant les conseils du producteur de RCA Chet Atkins. En 1959, The Browns enregistre son meilleur tube. Le titre à succès The Three Bells, adapté de la chanson française Les Trois Cloches, raconte l'histoire d'un homme, Jimmy Brown. Dans le passé, le chanteur avait entendu une version anglophone de ce titre, fameux en France durant la Seconde Guerre mondiale et immortalisé par Edith Piaf, alors qu'il travaillait comme chauffeur de camion en Arkansas. Le titre fut adapté et raccourci pour respecter le format radio de trois minutes imposé par les radios country américaines.
The Browns se produisent dans l'émission radiophonique Grand Ole Opry en 1963. Cette époque voit naître de nouveaux titres : Scarlet Ribbons (for Her Hair), The Old Lamplighter et Send Me the Pillow You Dream On. En 1967, le trio se dissout quand les deux sœurs de Jim se retirent. Le chanteur poursuit alors une carrière solo et enregistre la même année un autre succès, Pop a Top, qui devient son titre favori. De 1969 à 1971, il obtient son propre show télévisé (The Country Place), où il devient notamment célèbre en présentant Crystal Gayle.

### Carrière solo et intronisation au Country Music Hall of Fame (1967-2015)
De 1967 à 1974, Jim Ed Brown poursuit la composition de titres qui figurent souvent dans le Top Ten des hits de country. Morning, Southern Loving, Sometime Sunshine et It's That Time of Night en font partie. Dès 1976, il forme un duo avec Helen Cornelius. Les deux artistes enregistrent I Don't Want to Have to Marry You, qui atteint la première place des hits de country. Fort de ce premier succès le duo produit de nouveaux titres qui rencontrent à nouveau les faveurs du public : Saying Hello, Saying I Love You, Saying Goodbye (1977), You Don't Bring Me Flowers (1979), Morning Comes Too Early (1980) sont quelques exemples.
À partir des années 1980, Jim Ed Brown est un invité régulier du show radiophonique Nashville On The Road. En 2003, il fait de même au sein du show Country Music Greats Radio Show. Jim s'établit à Brown au sud de Nashville, dans le quartier de Brentwood, avec sa femme. Il est le père de deux enfants, Kim  et James Edward Brown Jr.
En 1999, le trio The Browns se réunit pour interpréter leur tube The Three Bells, qui rencontre toujours un franc succès.
En juin 2015, le groupe The Browns est intronisé au Country Music Hall of Fame. Jim Ed Brown décède le même mois, victime d'un cancer du poumon, dans un centre médical de Franklin (Tennessee), âgé de 81 ans.

## Discographie non exhaustive

### The Browns
- 1966 : Alone with You, RCA Victor
- 1967 : Just Jim, RCA Victor
- 1967 : Gems by Jim, RCA Victor
- 1968 : Bottle, Bottle, RCA Victor
- 1968 : Country's Best On Record, RCA Victor
- 1968 : This Is My Beat!, RCA Victor
- 1969 : Remember Me, RCA Victor
- 1969 : Sings the Browns, RCA Victor

### Carrière solo
- 1970 : Going Up the Country, RCA Victor
- 1970 : Just for You, RCA Victor
- 1971 : Morning, RCA Victor
- 1971 : Angel's Sunday, RCA Victor
- 1971 : She's Leavin' , RCA Victor
- 1972 : Evening, RCA Victor
- 1972 : Brown Is Blue, RCA Victor
- 1973 : Bar-Rooms & Pop-a-Tops, RCA Victor
- 1974 : It's That Time of Night, RCA Victor
- 2015 : In Style Again, Plowboy Records